# Župnija Šempeter pri Gorici
Župnija Šempeter je rimskokatoliška teritorialna župnija dekanije Šempeter škofije Koper.

## Sakralni objekti
- župnijska cerkev sv. Petra